# Assyrer in Iran

Assyrer in der Region des Urmiasees, 19. Jahrhundert

Die Assyrer in Iran, auch Chaldo-Assyrer genannt (syrisch ܐܬܘܪܝܐ ܕܐܝܼܪܵܢ, persisch آشوریان ایران, ‚Assyrer Irans‘), sind als ethnisch-religiöse Gruppe meist Staatsbürger Irans mit assyrischer Herkunft, die einer christlichen Kirche angehören und in der Regel neben Persisch auch das zum Ostaramäischen zählende Syrisch und eine ostaramäische Mundart sprechen. Sie gehören großenteils entweder als Assyrer der Assyrischen Kirche des Ostens oder als Chaldäer der Chaldäisch-katholischen Kirche an. Weiter gehören nicht wenige einer protestantischen Kirche wie der Assyrisch-Evangelischen Kirche oder der Pfingstkirche an. Ihr traditionelles Siedlungsgebiet in Iran ist das Westufer des Urmiasees mit der Stadt Urmia in West-Aserbaidschan, doch leben inzwischen die meisten iranischen Assyrer in Teheran. Die Assyrer bilden nach den Armeniern die zweitgrößte christliche Minderheit Irans und zählen nach offiziellen iranischen Angaben etwa 30.000 Menschen, doch wandern viele in westliche Länder aus. Als traditionelle christliche Minderheit haben sie laut Verfassung der Islamischen Republik das Recht auf Ausübung ihrer Religion und besitzen ihre eigenen Kirchen, die sich vor allem im Nordwesten um Urmia und in Teheran befinden.

## Name
Die Assyrer führen ihre Herkunft auf die alten Assyrer des Assyrischen Reiches zurück. Der Name „Assyrer“ ist für die neuzeitliche christliche Volksgruppe erstmals aus Iran, genauer aus der Safawiden-Metropole Isfahan 1612 belegt: In der Chronik der karmelitischen Mission in Persien (Chronicle of the Carmelites in Persia) bezeichnet Papst Paul V. in einem Brief an Schah Abbas I., in dem er sich über die den Christen auferlegte Steuerlast beklagt, die in der Hauptstadt Isfahan lebenden syrischen Christen als „Assyrer“ oder „Jakobiten“. Laut dem Salzburger Professor für Kirchengeschichte Dietmar W. Winkler setzte sich der Name „Assyrer“ erst durch, nachdem anglikanische Missionare diesen bei den syrischen Christen populär gemacht hatten und er dann von der Assyrischen Nationalbewegung aufgegriffen und weiter verbreitet wurde. Das Schisma zwischen der autokephalen Assyrischen Kirche des Ostens und der mit Rom unierten Chaldäisch-katholischen Kirche führt auch zu einer unterschiedlichen Selbstidentifikation als Assyrer (nur in Fremdbezeichnung „Nestorianer“) und Chaldäer.

## Anzahl
Nach offiziellen Angaben der iranischen Regierung von Ende 2019 gibt es in der Islamischen Republik Iran etwa 300.000 Christen, davon bis zu 250.000 Armenier und rund 30.000 Assyrer. Für die Zeit vor der Islamischen Revolution 1979 wurde die Zahl der Assyrer in Iran noch mit 200.000 angegeben, während im Jahre 1996 nur noch 32.000 offiziell gezählt wurden. Auch das in Washington, D.C. (USA) ansässige Assyrische Politikinstitut (Assyrian Policy Institute) gibt eine Zahl von etwa 200.000 Assyrern in Iran vor der Islamischen Revolution an, von denen nach Auswanderung nur noch 50.000 (ohne Jahresangabe, abgerufen im Jahre 2020) geblieben sind, mehrheitlich in Teheran und weniger als 15.000 in Urmia. Im Jahre 2010 schätzte der Pfarrer der Marienkirche in Urmia, Daryavosh Azizian, die Zahl der Assyrer in Iran auf knapp 25.000, davon zwei Drittel von der Kirche des Ostens und ein Drittel Chaldäer. Nach Angaben von Eliz Sanasarian gab es dagegen bereits Mitte der 1970er Jahre lediglich 30.000 Assyrer in Iran, davon mindestens die Hälfte in Teheran und etwa 12.000 in Urmia und Umgebung. In den 1990er Jahren fiel hiernach ihre Anzahl auf etwa 16.000 bis 18.000. Für das Jahr 2018 nannte das Außenministerium der Vereinigten Staaten unter Berufung auf die Assyrische Kirche des Ostens eine Zahl von zusammen 7000 Assyrern und Chaldäern in ganz Iran.
Vor dem Völkermord im Ersten Weltkrieg lebten fast alle Assyrer Irans in der Region Urmia westlich des Urmiasees. In der Stadt Urmia waren es etwa 9000 Assyrer und im Umland mit seinen vielen assyrischen Dörfern knapp 30.000. Fast alle Überlebenden mussten vor den osmanischen Truppen fliehen, und ab 1922 kehrten nur etwa 7000 in die Region Urmia zurück.

## Geschichte

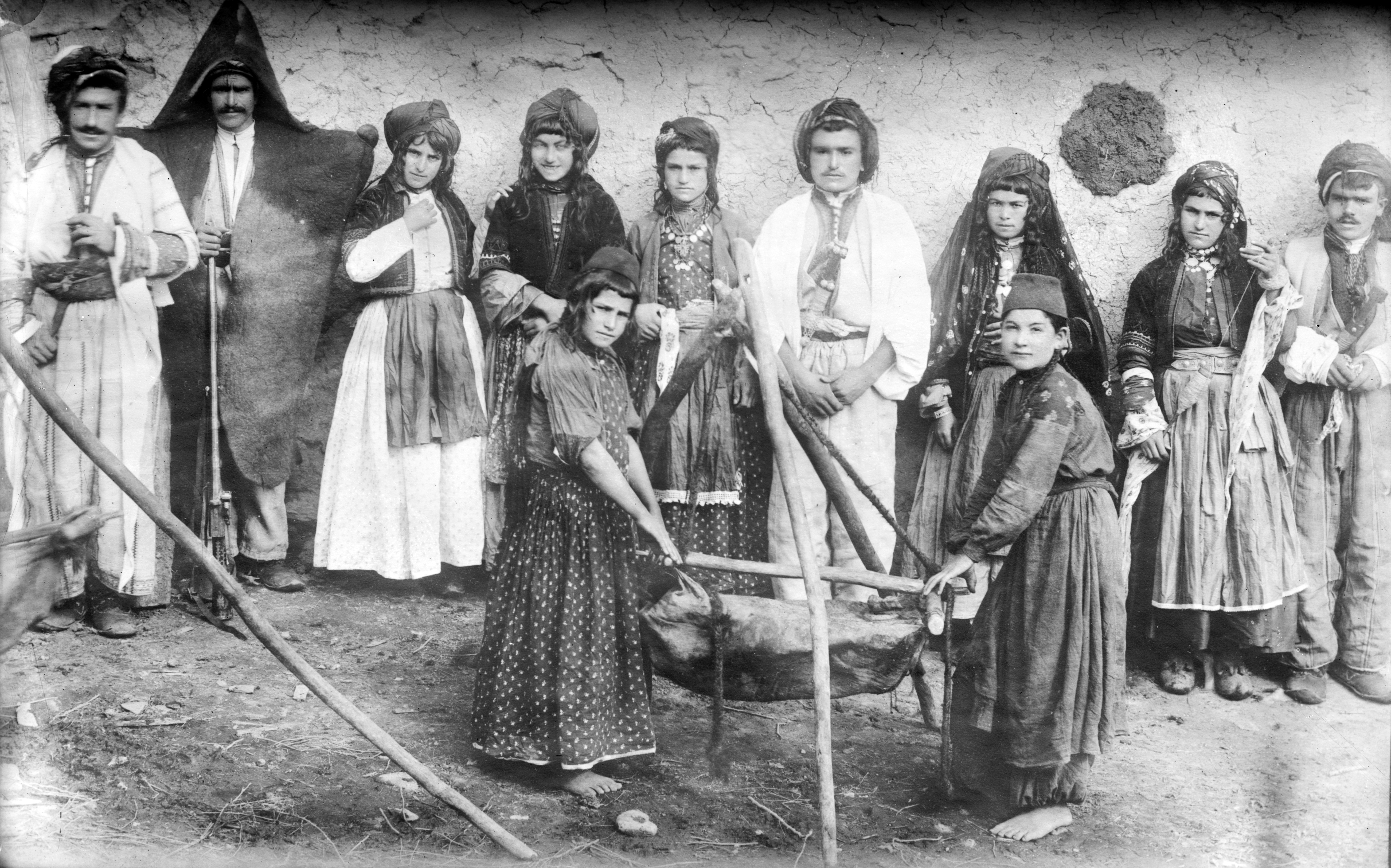
Iranische Assyrer stellen Butter her

Die christliche Mission in den Gebieten des einstigen Assyrischen Reiches, nunmehr Teil des Partherreiches, begann mit der Syrischen Kirche, als deren Ursprung drei der Zwölf Apostel – Thomas, Thaddäus (syrisch Mar Addai) und Bartholomäus – gesehen wurden. Nach der Überlieferung der Assyrischen Kirche des Ostens ist die Kirche Nane Maryam in Urmia, die von den Weisen aus dem Morgenland aus einem vorherigen zoroastrischen Feuertempel gebildet worden sein soll, nach der Geburtskirche in Bethlehem die zweitälteste Kirche der Welt. Das Partherreich umfasste neben dem heutigen Iran unter anderem auch den heutigen Irak mit Mesopotamien, also das einstige Assyrien, wo schon lange nicht mehr Assyrisch, sondern Aramäisch gesprochen wurde, das auch die Sprache des Jesus von Nazareth war. Die Mission der Syrischen Kirche erfolgte folglich in einer Variante des Aramäischen, in syrischer Sprache, von der es mit der Peschitta bereits früh eine Bibelübersetzung gab. Ab 224 regierten die Sassaniden in Persien und machten den Zoroastrismus zur Staatsreligion, während das verfeindete Römische Reich ab 313 unter Kaiser Konstantin das Christentum legalisierte und zunehmend privilegierte. Deswegen folgte eine Phase der Verfolgung, die damit endete, dass sich die Kirche des Ostens (Dyophysiten) von der römischen Reichskirche unabhängig machte und autokephal wurde. Während nach diesem Schisma der christlichen Syrer die Syrisch-Orthodoxe Kirche von Antiochien (Miaphysiten) im Gebiet des heutigen Irak als Konkurrentin der Kirche des Ostens noch eine gewisse Rolle spielte, gehörten die Assyrer des heutigen Irans gänzlich der Kirche des Ostens an. Nach dem Schisma der christlichen Syrer entwickelten sich mit den beiden Kirchen auch zwei Varianten und Schriften der syrischen Schriftsprache, in Iran das Ostsyrische. Verheerende Auswirkungen für die christlichen Assyrer Persiens hatten die Raubzüge des mongolischen Heerführers Timur Lenk, der im 14. Jahrhundert die Kirche des Ostens fast auslöschte, so dass die überlebenden Assyrer sich in die Berge zwischen dem Van-See und dem Urmia-See zurückzogen. So wurden Urmia und die Dörfer an der Westseite des Urmia-Sees zum Zentrum der syrischsprachigen Christen der Kirche des Ostens, ab dem 19. Jahrhundert als Assyrische Kirche des Ostens bezeichnet, in Iran. 1551 kam es zur Spaltung der Kirche des Ostens, als sich ein Teil dieser Kirche als Chaldäer mit Rom zusammenschloss und zur Chaldäisch-katholischen Kirche wurde, die auch in Persien präsent war. Zeitweise lebten in Iran aber auch syrisch-orthodoxe Christen, so unter Schah Abbas I. in der damaligen Hauptstadt Isfahan. Aus jener Zeit ist die Volksbezeichnung „Assyrer“ für die syrischen Christen erstmals belegt. In der Chronik der karmelitischen Mission in Persien (Chronicle of the Carmelites in Persia) beklagt Papst Paul V. 1612 in einem Brief an Schah Abbas I. die den als „Assyrer“ oder „Jakobiten“ bezeichneten Christen vom Schah auferlegte Steuerlast, durch welche die Christen laut Papst zum Verkauf ihrer eigenen Kinder gezwungen waren.
Im Jahr 1834 kam Justin Perkins mit seiner Frau aus den USA nach Iran, um das Land für Jesus Christus zu gewinnen. Als Brückenglied hierfür sah er die Assyrer der Kirche des Ostens, über die erst kurz zuvor in Europa berichtet worden war. Auf die westliche Missionstätigkeit bei den Assyrern reagierten benachbarte Kurden und Türken feindselig. In den 1840er Jahren griffen sie die Assyrer an, die Gegenwehr leisteten. 10.000 Menschen kamen durch die Feindseligkeiten ums Leben. Ablehnend auf die ausländischen Protestanten reagierte angesichts dieser Erfahrungen auch der assyrische Klerus, dessen Bischof 1846 einen Unvereinbarkeitsbeschluss erließ. Assyrische Anhänger der protestantischen Lehre gründeten daraufhin eine eigene Kirche, die Presbyterianische Kirche in Iran, die nicht mehr dem assyrischen Bischof, sondern der presbyterianischen Missionsgesellschaft in den USA verantwortlich war. Ende des 19. Jahrhunderts gab es in Iran 6000 assyrische Presbyterianer in 25 Gemeinden. Der protestantische Einfluss unter den Armeniern in Iran blieb im Vergleich dazu begrenzt, und nur sehr wenige Muslime wurden damals zu Christen.

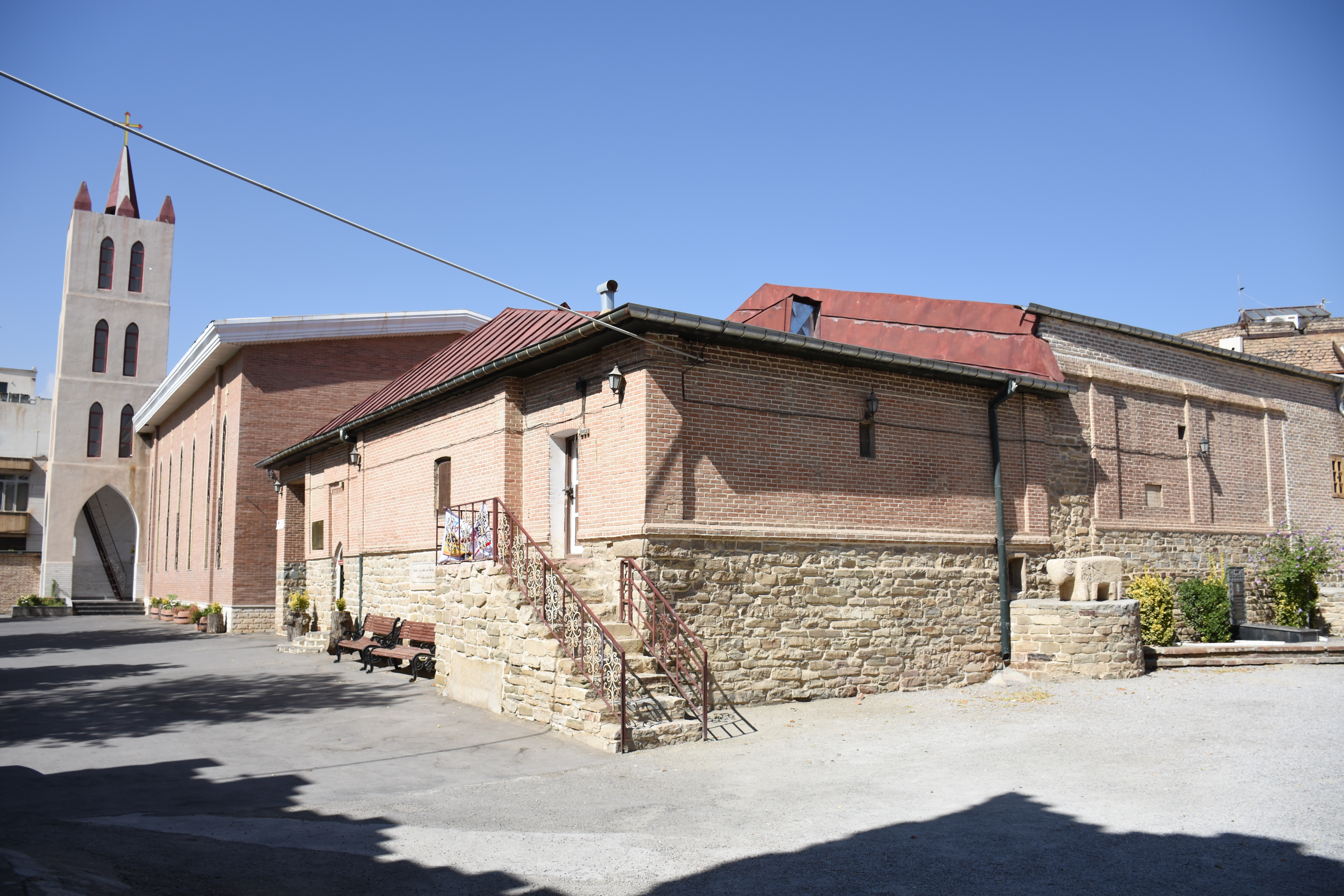
Assyrische Kirche Nane Maryam in Urmia

Um 1900 machten die Christen – teils Assyrer und teils Armenier – in Urmia knapp die Hälfte der Bevölkerung aus. 1898 führten die Bemühungen russischer Missionare dazu, dass das assyrische Bistum in Urmia die Union mit der Russisch-Orthodoxen Kirche einging. Im Gegenzug wurde die assyrische Kirche Nane Maryam zu einer modernen Kathedrale im russischen Stil mit Zwiebeltürmen ausgebaut. Im Ersten Weltkrieg marschierten osmanische Truppen in Urmia ein und massakrierten die assyrischen und armenischen Christen, soweit sie nicht geflohen waren. Nach Kriegsende kehrte nur ein Teil der christlichen Flüchtlinge unter Vermittlung der iranischen Regierung nach Urmia zurück. Beim Völkermord der Osmanen 1918 starb etwa die Hälfte der iranischen Assyrer, während vom assyrischen Klerus rund 80 % ums Leben kamen. Urmia verlor hierdurch seine Rolle als „Hauptstadt“ der Assyrer Irans. Zahlreiche Christen aus Urmia flohen vor den türkischen Massakern nach Teheran. In den folgenden Jahrzehnten und auch nach dem Zweiten Weltkrieg setzte sich die Landflucht der Assyrer insbesondere nach Teheran weiter fort. Hier lebten unter Einschluss der chaldäischen Katholiken und assyrischen Protestanten nach Schätzungen zeitweise 50.000 Assyrer.
Nach der Einführung eines parlamentarischen Systems durch die Konstitutionelle Revolution im Jahre 1906 erhielten die iranischen Juden, Zoroastrier und Christen feste Sitze im iranischen Parlament (Madschles Schora Melli) und wurden als Minderheitsreligionen anerkannt. 1921 wurde ins Wahlrecht die Regelung eingeführt, dass 2 Abgeordnete des Madschles von den ethnischen Armeniern und einer von den ethnischen Assyrern (Assyrische Kirche des Ostens und Chaldäern) gewählt werden sollten. Die verfassungsmäßige Anerkennung der Minderheitsreligionen wurde auch nach der Islamischen Revolution im Jahr 1979 beibehalten. Auf Grund der Islamisierung des zuvor säkular ausgerichteten Rechtssystems gab es gegenüber vorher erhebliche Einschränkungen im Alltag der assyrischen Christen. Nach der Revolution kam es zu einer zunehmenden Auswanderung von Assyrern aus Iran in westliche Länder.

## Sprache

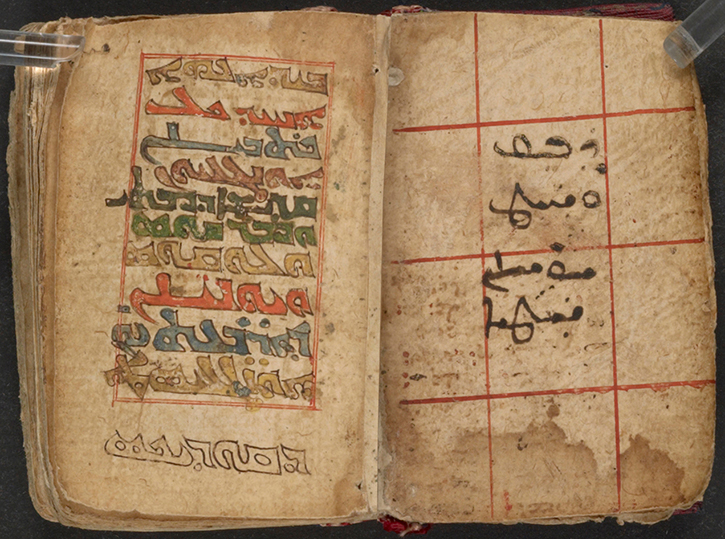
Ewangeliyon – Die vier Evangelien auf Syrisch. Urmia, Iran, Ende 18. Jh.

Die Assyrer in Iran sprechen neben Persisch in der Regel auch das zum Ostaramäischen zählende Syrisch und eine ostaramäische Mundart. Das Syrische, das mit der Peschitta eine der ältesten Bibelübersetzungen hat, ist Kirchensprache und wird auch in assyrischen Schulen als Fach gelehrt. In Urmia ist es beispielsweise in der dortigen Kirche Nane Maryam jeden Freitag (iranischer Feiertag) eine Stunde vor dem christlichen Religionsunterricht. Laut dem iranischen Ministerium für Kultur und islamische Führung sind die Knabenschule St. Behnam (Mar Behnam) und die Mädchenschule St. Marien (Mart Maryam) die am meisten angesehenen assyrischen Schulen Teherans.
Aus den aramäischen Mundarten der Region Urmia wurde ab den 1830er Jahren auf Initiative protestantischer Missionare aus den USA unter Leitung von Justin Perkins ein Standard entwickelt, in den das Neue Testament übersetzt wurde. Zu den Mitarbeitern von Perkins gehörten Qasha Dinkha aus Tiary und Shamasha Eshoo aus Gawar. 1846 wurde das Neue Testament in moderner syrisch-aramäischer Sprache von Urmia veröffentlicht. Wesentliche Grundlage für die Übersetzung war die Peschitta, so dass der Text nahe an der alten syrischen Übersetzung blieb. Auch eine Reihe moderner Texte erschienen in der neuen syrisch-aramäischen Sprache von Urmia. In der Assyrischen Nationalbewegung spielte das Syrisch-Aramäische von Urmia anfangs die größte Rolle, bis Dialekte Nordiraks (Alqosch, Tel Keppe) als „Standard“ wichtiger wurden.
Die syrische Sprache der Assyrer wird oft auch als „Assyrisch“ bezeichnet, es handelt sich jedoch um Aramäisch, das eine andere semitische Sprache ist als das schon lange ausgestorbene Akkadische der alten Assyrer. Die von den Assyrern in Iran und im Irak gesprochenen Mundarten werden als assyrisch-neuaramäischer Dialekt bezeichnet, wobei SIL International die Dialekte der Chaldäer, also der Angehörigen der chaldäisch-katholischen Kirche, als eigene „chaldäisch-neuaramäische Sprache“ führt, dies im Gegensatz zu den Assyrern im engeren Sinne, den Angehörigen der Assyrischen Kirche des Ostens mit ihrer „assyrisch-neuaramäischen Sprache“. Diese Trennung der Sprache auf religiöser Basis wird von anderen Linguisten kritisiert.
Die beiden Linguisten und Semitisten Werner Arnold (Heidelberg) und Shabo Talay (Berlin) unternahmen im März 2017 eine Forschungsreise nach Iran. In Teheran, für das keine Anzahl der Sprecher genannt wurde, beherrschen Assyrer sehr wohl noch Syrisch, jedoch nicht mehr oder nur teilweise den Dialekt ihrer Vorfahren. Die Sprecherzahlen für Aramäisch wurden für Urmia mit 3000 Personen, für Salamas mit 50 Familien, Chosrawa (Chosrowabad) mit 70 bis 80 Familien und für das rein christliche Ada mit vier Familien, im Sommer 30 (früher 750) Familien angegeben. In vielen Dörfern gibt es nur noch einzelne syrisch sprechende Personen oder gar keine mehr. So sind auch von den bis um das Jahr 2000 bedeutenden assyrischen Gemeinden in Hamadan, Kermanschah und Ahvaz nur noch wenige geblieben. Früher wurde Aramäisch nicht nur von Assyrern, sondern auch von vielen Juden gesprochen, doch heute können es nur noch sehr wenige der noch etwa 10.000 Juden in Iran. In Sanandadsch (Kurdistan) gab es früher Juden und Assyrer, die zwei unterschiedliche syrische Dialekte sprachen. Heute ist von beiden Gruppen niemand geblieben, auch wenn es in Teheran noch einzelne assyrische Sprecher des Sanandadscher aramäischen Dialektes geben soll.

## Christliche Konfessionen
Die iranischen Assyrer, auch Chaldo-Assyrer genannt, sind Syrische Christen des Ostsyrischen Ritus sowie Protestanten, die seit dem 19. Jahrhundert von diesen Kirchen zum Protestantismus gewechselt sind.
Traditionell die größte Kirche des Ostsyrischen Ritus in Iran ist die autokephale Assyrische Kirche des Ostens, die lange Zeit ihren Schwerpunkt in Urmia hatte, deren Mitglieder heute aber mehrheitlich in Teheran leben. Sie hat heute in Iran noch ein einziges Bistum, das Bistum Iran mit Sitz in der Georgskathedrale in Teheran. In früheren Zeiten hatte die Kirche Nane Maryam in Urmia eine große Bedeutung als Bischofssitz.
Die mit Rom unierte Chaldäisch-katholische Kirche hat in Iran drei Erzbistümer. Die Erzeparchie Urmia mit Sitz in der Kathedrale der Heiligen Muttergottes in Urmia, die in Personalunion mit der nur noch sehr kleinen Eparchie Salamas verwaltet wird, hatte im Jahre 2017 etwa 1000 chaldäische Katholiken. Die Erzeparchie Teheran mit Sitz in der Kathedrale St. Josef in Teheran umfasste im Jahre 2017 rund 1700 Chaldäer. Die Erzeparchie Ahvaz hatte im selben Jahr in ihrer einzigen Pfarrei mit der Katholischen Kirche in Ahvaz noch 35 chaldäische Katholiken.

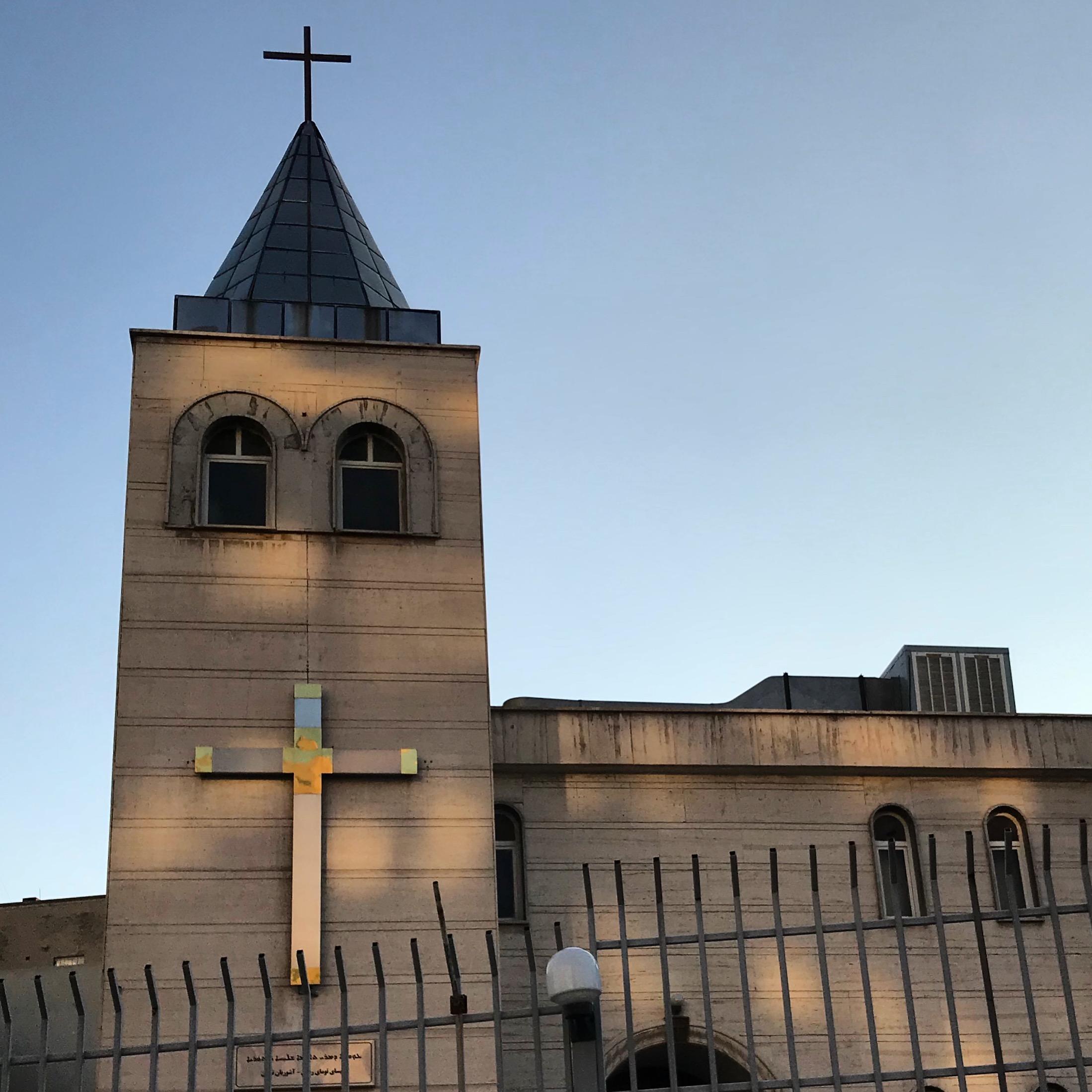
Schahrara-Pfingstkirche, Teheran, 2018 (geschlossen 2009)

Die wichtigste protestantische Kirche mit assyrischem Hintergrund, die auf die Tätigkeit presbyterianischer Missionare unter Assyrern zurückgeht, ist die Assyrisch-evangelische Kirche. Einen starken Zulauf von Assyrern hatten aber auch die seit den 1960er Jahren in Iran präsente pfingstkirchliche Dschama'at-e Rabbani (Versammlungen Gottes) und die auch als Assyrische Pfingstkirche bezeichnete Schahrara-Pfingstkirche. Diese evangelikalen Kirchen gingen immer mehr dazu über, auf Persisch zu predigen, oder sie taten dies wie die Pfingstler von Anfang an, um so auch Muslime für den Glauben an Jesus Christus zu gewinnen. Hierdurch verloren sie ihren assyrischen Charakter. Nach der Islamischen Revolution, durch die jede Mission unter Muslimen verboten wurde, waren sie deswegen von behördlichen Kirchenschließungen betroffen.
Nach einem Bericht von 1950 hatte die Evangelische Kirche in Teheran, die größte aktiv missionierende Kirche des Nahen Ostens, 815 Mitglieder, davon 285 Assyrer, 260 Armenier und 160 ehemalige Muslime. Im Jahre 1970 hatte die Evangelische Kirche Irans 3000 Mitglieder, zu 55 % Assyrer und 21 % Armenier.

## Heutiger Status in der Islamischen Republik Iran
Der Artikel 12 der iranischen Verfassung erkennt neben den Juden und den Zoroastriern auch die Christen an, die deshalb neben ihren Kirchen eigene Schulen und Kultureinrichtungen betreiben. Ein Abgeordneter des Parlaments (Madschles) wird von den assyrischen Christen (Assyrern und Chaldäern) gewählt, zwei von den Armeniern und je einer von den Juden und Zoroastriern. Langjähriger Vertreter der Assyrer und Chaldäer im iranischen Parlament ist Jonathan Betkolia (auch: Yonathan Betkolia oder Bet Kolia).
Auf Grund der Islamisierung des zuvor säkular ausgerichteten Rechtssystems seit der Islamischen Revolution gibt es erhebliche Einschränkungen im Alltag der assyrischen Christen. Seit der Revolution hat die assyrische Gemeinde Irans mit einer verstärkten Auswanderung in westliche Länder und mit hieraus folgender Überalterung zu kämpfen. Dennoch konnten assyrische Organisationen zu wichtigen Anlässen auch in den 2010er Jahren noch viele Menschen mobilisieren. Ein solcher Anlass waren die Verbrechen der islamistischen Terrororganisation Daesch – als extremistische sunnitische Organisation ein Todfeind der schiitischen Islamischen Republik Iran – gegen die Assyrer im Irak und in Syrien, deren Ortschaften in der Ninive-Ebene (Irak) und am Chabur (Syrien) jeweils innerhalb weniger Tage im August 2014 beziehungsweise im Februar 2015 von den Terroristen überrannt und entvölkert wurden. Hiergegen demonstrierten hunderte Assyrer in Teheran unter Beteiligung des Abgeordneten Jonathan Betkolia.

## Konflikte in der assyrischen Volksgruppe
Die assyrischen Christen erlebten in ihrer Geschichte wiederholt Schismata – angefangen bei der Spaltung in Westsyrer und Ostsyrer im 5. Jahrhundert über die Abspaltung der mit Rom unierten Chaldäer im 16. Jahrhundert bis hin zur Abspaltung der Alten Kirche des Ostens in den 1960er Jahren. Böses Blut gab es auch, als es protestantischen Missionaren seit Justin Perkins 1834 gelang, Assyrer von der Kirche des Ostens und auch von den Chaldäern abzuwerben, was 1846 in einen Unvereinbarkeitsbeschluss des assyrischen Bischofs mündete. Auch die Pfingstkirchen gewannen im 20. Jahrhundert in Iran viele assyrische Christen für sich. Alle diese Schismata wirken bis heute als trennend in die immer kleiner werdende assyrische Volksgruppe in Iran. Als besondere Bedrohung für ihre Identität als eigenes Volk (Ethnie) wird von traditionell oder national orientierten Assyrern die Verwendung des Persischen durch evangelikale Kirchen und die Aufnahme persischsprachiger, ehemals muslimischer Konvertiten empfunden. Anfang 2009 kritisierte der Abgeordnete Jonathan Betkolia die auf Persisch predigenden, unter Muslimen missionierenden assyrischen Pastoren, wobei auch Angst vor staatlicher Repression als Grund vermutet wird. Am 25. März 2009 wurde die ursprünglich assyrische Pfingstkirche Schahrara von den Behörden geschlossen. In der Folge wurde Betkolia von evangelikalen Kirchenvertretern in Iran und auch international wegen mangelnder Solidarität mit den verfolgten Evangelikalen heftig angegriffen. Nach der behördlichen Schließung der Evangelischen Presbyterianischen Kirche in Täbris am 9. Mai 2019 protestierte Jonathan Betkolia am 25. Mai jedoch energisch gegen diese Maßnahme. Daraufhin wurde wenigstens das Kreuz am 9. Juli wieder angebracht, doch blieb die Kirche zumindest vorläufig polizeilich geschlossen.